# Peter Cullen
Peter Cullen (Montreal, 28 de julho de 1941) é um ator e dublador canadense.
É conhecido como a voz de Optimus Prime, o herói líder dos Autobots no universo Transformers.